# Raccordo autostradale 5
Il raccordo autostradale 5 (RA 5) si dirama dall'autostrada A2 del Mediterraneo attraverso lo svincolo Potenza-Sicignano degli Alburni e si innesta alla SS 407 "Basentana", che viene raggiunta dopo un percorso di circa 54 chilometri, quasi tutti in territorio lucano.
La numerazione RA 5 appare solo nei segnali di identificazione dei cavalcavia.
Il RA 5 è parte della strada europea E847, dorsale nord sud che collega Sicignano con Metaponto.
Negli ultimi 5,5 chilometri, dallo svincolo di Potenza Ovest allo svincolo di Potenza Est, la strada funge da tangenziale sud della città di Potenza, e oltre lo svincolo di Potenza Est la strada continua come SS 7 var/B prima e come SS 407 Basentana poi.

## Classificazione tecnica
Il raccordo è stato classificato come "raccordo autostradale" con d. m. del 02/11/1970 (GU 24 del 29/01/1971) e successivamente con decreto del presidente del Consiglio dei ministri del 21 settembre 2001 (Gazzetta Ufficiale n. 226 del 28-09-2001), è stata assegnata al raccordo la numerazione RA 05.
Il decreto legislativo 29 ottobre 1999, n. 461 non ha incluso il raccordo tra le autostrade italiane ma tra la rete stradale a viabilità ordinaria di interesse nazionale.
Il raccordo è dotato dei segnali stradali di inizio e fine autostrada ed è quindi classificato come tale.
Tuttavia per l'Anas che ne è ente proprietario e gestore, secondo l'AISCAT e per il decreto n. 461 precedentemente citato il raccordo non è classificato come autostrada bensì come viabilità statale ordinaria. Tuttavia l'Anas in altri documenti ha inserito il RA 5 nella sezione raccordi autostradali (sezione diversa dalle autostrade di sua competenza) ma nelle annotazioni definisce il raccordo autostradale come autostrada senza pedaggio.

## Caratteristiche
La strada ha due corsie per senso di marcia, con spartitraffico centrale, ma senza corsia di emergenza. Non è  soggetta a pedaggio. Il limite di velocità massimo è pari a 100 km/h per gran parte del suo tracciato.
Curve ad ampio raggio su tutto il percorso e numerosi viadotti consentono il superamento di un territorio alquanto accidentato e ad alto rischio sismico. Sono presenti due stazioni di servizio per senso di marcia, entrambe situate nel territorio del comune di Potenza, e un'area parcheggio sulla carreggiata in direzione Salerno, nel territorio del comune di Picerno.

## Il viadotto Platano
Uno dei viadotti più alti in Italia, il più alto in Campania, è il viadotto Platano che s'estende per una lunghezza di 630 metri. Il viadotto fu progettato dall'ingegnere Silvano Zorzi e Sabatino Procaccia. La struttura è simile al Viadotto Sfalassà sull'Autostrada A2 del Mediterraneo ed al viadotto Piave, sia in sezione, sia come metodologia di approccio al superamento dell'ostacolo attraverso il sistema ad arco portale spingente. L'opera è alta dal fondovalle 220 metri.

## Il viadotto Carpineto

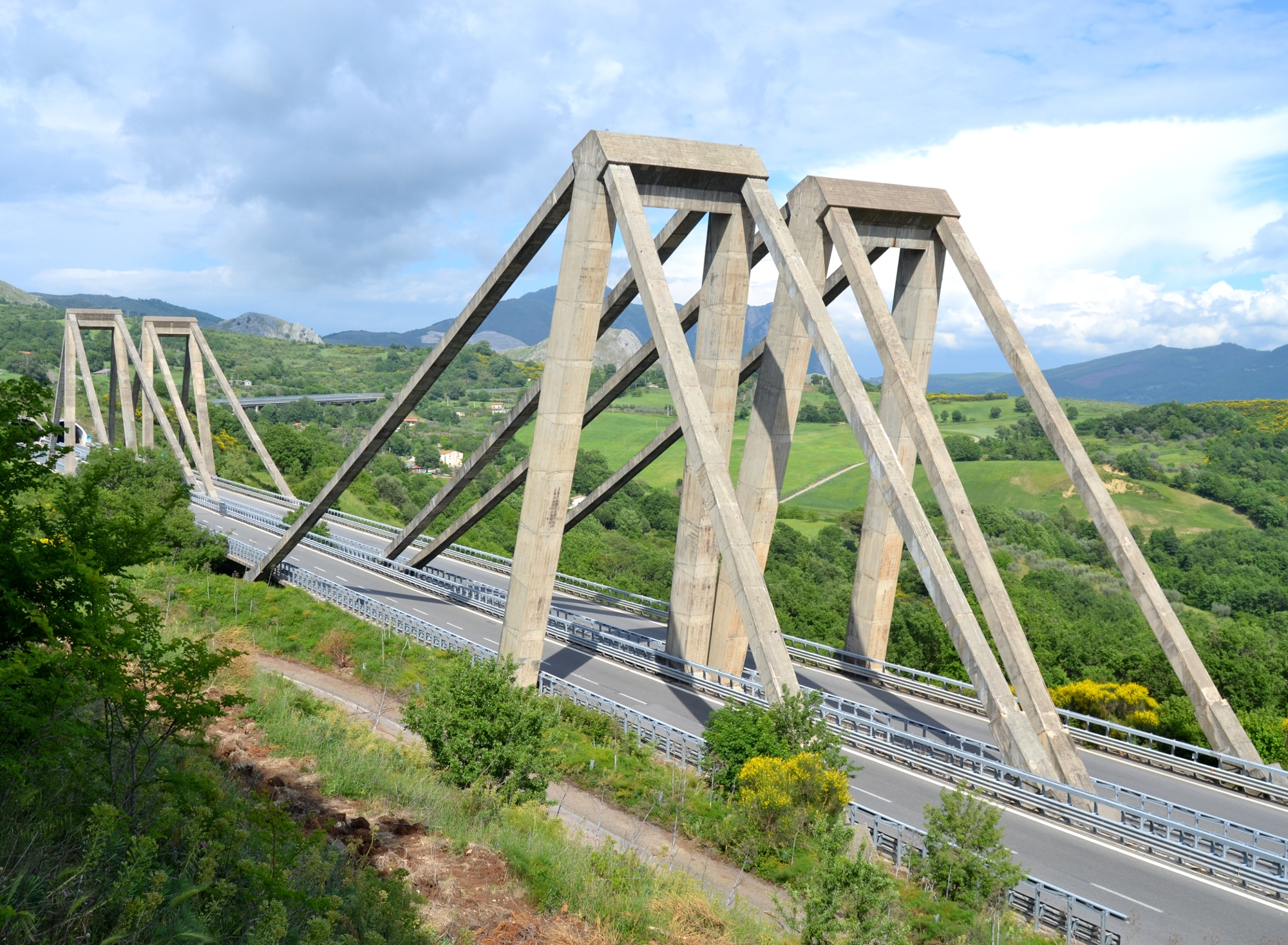
Viadotto Carpineto I

Il viadotto strallato Carpineto I fu progettato dall'ingegnere Riccardo Morandi e ricorda la struttura del Ponte Morandi a Genova per i suoi tiranti rivestiti in Calcestruzzo armato precompresso. L'opera è lunga 242 metri e ha un'unica apertura lunga 181 m tra i piloni, le antenne sono alte 29 metri.

## Percorso
| RA 5 Sicignano-Potenza         | |      |      |           |                |
| Tipo                           | Indicazione                                                                                                 | ↓km↓ | ↑km↑ | Provincia | Strada europea |
|                                | Salerno - Reggio Calabria                                                                                   | 0,0  | 51,5 | SA        |                |
| Simbolo di uscita autostradale | Sicignano degli Alburni Buccino Ovest Parco archeologico urbano di Volcei Centro manutenzione Anas          | 1,0  | 50,5 | SA        |                |
| Simbolo di uscita autostradale | Buccino Polla - Caggiano Auletta - Salvitelle Lagonegro - Grotte di Pertosa Romagnano al Monte              | 9,1  | 42,4 | SA        |                |
| Simbolo di uscita autostradale | Vietri di Potenza Inversione di marcia                                                                      | 23,0 | 28,5 | PZ        |                |
| Simbolo di uscita autostradale | Balvano Pescopagano Vietri di Potenza Ricigliano Savoia di Lucania                                          | 27,0 | 24,5 | PZ        |                |
| Simbolo di uscita autostradale | Parcheggio - Ristorante Il Rifugio                                                                          | /    | 21,2 | PZ        |                |
| Simbolo di uscita autostradale | Picerno Baragiano Bella - Muro Lucano Pescopagano                                                           | 34,0 | 17,5 | PZ        |                |
| Simbolo di uscita autostradale | Tito SP ex Picerno Sant'Angelo Le Fratte Satriano di Lucania - Brienza Atena Lucana                         | 42,0 | 9,5  | PZ        |                |
| Simbolo di uscita autostradale | Tito - Zona Industriale Zona industriale di Tito                                                            | 45,0 | 6,5  | PZ        |                |
| Simbolo di uscita autostradale | Tito Scalo - SP ex SS 94 Stazione di TitoSP ex Picerno - Potenza                                            | /    | 6,4  | PZ        |                |
| Simbolo di uscita autostradale | Potenza Ovest Ospedale Polizia stradale Uffici Regionali                                                    | 46,1 | 5,4  | PZ        |                |
| Simbolo di uscita autostradale | Laurenzana Corleto Perticara Anzi Pignola Bosco di Rifreddo - Sellata                                       | 46,5 | /    | PZ        |                |
|                                | Area di Servizio Rossellino                                                                                 | 47,3 | 4,2  | PZ        |                |
| Simbolo di uscita autostradale | Potenza Centro Potenza Via Marconi Stadio Viviani Zona Industriale Potenza Centrale Anas - Polizia stradale | 50,6 | 2,0  | PZ        |                |
|                                | Area di Servizio Parcheggio Albergo Centro congressi                                                        | 50,5 | 1,9  | PZ        |                |
| Simbolo di uscita autostradale | Potenza Bucaletto                                                                                           | 50,7 | 1,8  | PZ        |                |
| Simbolo di uscita autostradale | Potenza Est Via Appia Rione Betlemme Rione Santa Maria Rione Verderuolo                                     | 51,2 | 0,3  | PZ        |                |
|                                | Variante di Potenza                                                                                         | 51,5 | 0,0  | PZ        |                |